# Liste der Kulturdenkmale in Oster-Ohrstedt
In der Liste der Kulturdenkmale in Oster-Ohrstedt sind alle Kulturdenkmale der schleswig-holsteinischen Gemeinde Oster-Ohrstedt (Kreis Nordfriesland) aufgelistet (Stand: 10. März 2025).

## Legende
In den Spalten befinden sich folgende Informationen:
- Objekt-ID: die Nummer des Kulturdenkmales
- Lage: die Adresse des Kulturdenkmales und die geographischen Koordinaten. Kartenansicht, um Koordinaten zu setzen. In der Kartenansicht sind Kulturdenkmale ohne Koordinaten mit einem roten Marker dargestellt und können in der Karte gesetzt werden. Kulturdenkmale ohne Bild sind mit einem blauen Marker gekennzeichnet, Kulturdenkmale mit Bild mit einem grünen Marker.
- Offizielle Bezeichnung: Bezeichnung des Kulturdenkmales
- Beschreibung: die Beschreibung des Kulturdenkmales
- Bild: ein Bild des Kulturdenkmales

## Sachgesamtheiten
| Objekt-ID | Lage                                            | Offizielle Bezeichnung | Beschreibung | Bild |
| --------- | ----------------------------------------------- | ---------------------- | --- | ---- |
| 47725     | Süderstraße 8, 11 (54° 30′ 50″ N, 9° 13′ 19″ O) | Hof Konjens            | Hof Konjens; Ende 19. Jh., im Kern verm. älter; Bauernhaus mit Wirtschaftsflügel und Abnahmehaus, eingeschossige, traufständige, gelbe Backsteinbauten unter Schopfwalmdächern - Begründung: geschichtlich, städtebaulich, Kulturlandschaft prägend - Schutzumfang: Bauernhaus (Süderstraße 11), Abnahmehaus (Süderstraße 8) | BW   |

## Bauliche Anlagen
| Objekt-ID | Lage                                         | Offizielle Bezeichnung | Beschreibung | Bild |
| --------- | -------------------------------------------- | ---------------------- | --- | ---- |
| 6220      | Süderstraße 11 (54° 30′ 51″ N, 9° 13′ 21″ O) | Bauernhaus             | Bauernhaus; 1892, im Kern verm. älter; eingeschossiges, traufständiges Wohnhaus aus gelbem Backstein unter Schopfwalmdach, Fassade mit übergiebeltem Mittelrisalit, rückwärtig anschließender Stallflügel mit Blechdrempel unter Satteldach - Begründung: geschichtlich, städtebaulich, Kulturlandschaft prägend - Schutzumfang: gesamtes Objekt - Denkmaltyp: Bauliche Anlage, Sachgesamtheit: Hof Konjens | BW   |

## Quelle
- Liste der Kulturdenkmale in Schleswig-Holstein – Kreis Nordfriesland (PDF)

- Karte mit allen Koordinaten:
- OSM |
- WikiMap